# Arthur Wint
Arthur Stanley Wint (25. května 1920, Plowden – 19. října 1992, Linstead) byl jamajský atlet, běžec, dvojnásobný olympijský vítěz.
Ve druhé světové válce sloužil jako pilot, od roku 1942 v Royal Air Force. Po odchodu z armády v roce 1947 začal studovat lékařskou fakultu.
Na olympiádě v roce 1948 zvítězil v běhu na 400 metrů a získal stříbrnou medaili v běhu na 800 metrů. Ve finále běhu na 4 × 400 metrů se zranil, takže štafeta Jamajky nedoběhla do cíle.
Toto zklamání si vynahradil na olympiádě v Helsinkách v roce 1952, kde byl členem vítězné štafety na 4 × 400 metrů, která zvítězila ve světovém rekordu 3:03,9. Další, stříbrnou, medaili získal opět v běhu na 800 metrů.
Po skončení aktivní činnosti začal pracovat jako lékař.